# 高瀬朝季
高瀬 朝季（たかせ あさき、3月19日 - ）は、日本の女性声優。愛媛県出身。血液型はA型。身長159cm。ぐるーぷ・インパクト（北沢セクション）所属。

## 出演

### テレビアニメ
太字はメインキャラクター。
2011年
- STEINS;GATE
- はなかっぱ（カゼカゼフケフケ）

2012年
- あらしのよるに 〜ひみつのともだち〜（リス）
- キングダム（2012年 - 2013年、秦の子、医師） - 2シリーズ
- 新テニスの王子様（浦山しい太）

2013年
- ゆうとくんがいく

2015年
- 遊戯王ARC-V（サム）

2016年
- ナンバカ（少年九十九）

2022年
- 新テニスの王子様 U-17 WORLD CUP（2022年 - 2024年、真田〈幼少期〉） - 2シリーズ

### 劇場アニメ
- グスコーブドリの伝記（2012年）
- 図書館戦争 革命のつばさ（2012年）

### ゲーム
- 絶体絶命都市4 -Summer Memories-（笠原弥生)

### ドラマCD
- ドラマCD「テイルズ オブ グレイセス」

### 吹き替え
- キル・ザ・ギャング 36回の爆破でも死ななかった男（エリー）

### ラジオ番組
- twinkle tea party!（FMさがみ）※パーソナリティ
  - ラジオドラマ「きせつのひずみ」（2012年8月） -　アルマナク〈幼少期〉 役
  - ラジオドラマ　宮沢賢治 作「どんぐりと山猫」（2012年9月） -　一郎 役
  - ラジオドラマ「ハロウィン」（2012年10月）
  - ラジオドラマ「あまなつっ！Prologue」（2012年11月） -　天海夏久（あまなつ）〈幼少期〉 役
  - ラジオドラマ　新美南吉 作「てぶくろを買いに」（2013年1月） -　子ぎつね 役
  - ラジオドラマ「星空のしたのお茶会」（2013年3月） -　八神 役
  - ラジオドラマ「やまない雨、虹のむこう」（2013年6月23日） -　楓 役
- 新テニスの王子様 オン・ザ・レイディオ（2013年4月7日、文化放送）※第67回ゲスト

### ナレーション
- 「ヤマトメタル」※英語ナレーション

### 朗読
- 朗読会「秋麗」

### シリーズ一覧
1. ↑  第1シリーズ（2012年）、第2シリーズ（2013年）
2. ↑  『新テニスの王子様 U-17 WORLD CUP』（2022年）、続編『新テニスの王子様 U-17 WORLD CUP SEMIFINAL』（2024年）